# The Ballad of Sally Rose
| Recensione                        | Giudizio    |
| --------------------------------- | ----------- |
| AllMusic                          | [ 1 ]       |
| The New Rolling Stone Album Guide | [ 2 ]       |
| Sputnikmusic                      | 3.7 (Great) |
| Dizionario del Pop-Rock           | [ 4 ]       |
| 24.000 dischi                     | [ 5 ]       |
| Barnes & Noble                    | [ 6 ]       |

The Ballad of Sally Rose è un album country by Emmylou Harris, pubblicato nel febbraio del 1985. Harris ha descritto l'album come una "country opera"; si tratta infatti di un concept album, che racconta le vicende di una cantante di nome "Sally Rose" il cui marito e mentore, un musicista con problemi di alcolismo, muore in un incidente stradale; la vicenda è parzialmente ispirata alla relazione di Harris con Gram Parsons. La realizzazione dell'album si avvale della collaborazione di Dolly Parton, Linda Ronstadt e Gail Davies come coriste.
L'album ottenne una nomination al Grammy Award come miglior performance vocale country femminile.

## Tracce
Tutti i brani sono di Emmylou Harris e Paul Kennerley, eccetto dove indicato altrimenti.
Lato A
1. The Ballad of Sally Rose – 2:47
2. Rhythm Guitar – 3:19
3. I Think I Love Him/You Are My Flower – 1:16 (Emmylou Harris / A.P. Carter)
4. Heart to Heart – 2:27
5. Woman Walk the Line – 4:06
6. Bad News – 1:48
7. Timberline – 2:52

Lato B
1. Long Tall Sally Rose – 1:35
2. White Line – 3:43
3. Diamond in My Crown – 2:58
4. The Sweetheart of the Rodeo – 3:42
5. K-S-O-S – 2:50
6. Sweet Chariot – 2:59

## Musicisti
- Emmylou Harris - voce, chitarra acustica, accompagnamento vocale-coro
- Albert Lee - chitarra acustica, chitarra elettrica, mandolino
- Hank DeVito - chitarra acustica, chitarra elettrica, chitarra pedal steel, dobro
- Barry Tashian - chitarra acustica
- Bobby Thompson - chitarra acustica, banjo
- Emory Gordy, Jr. - chitarra acustica, basso, arrangiamento strumenti ad arco
- Paul Kennerley - chitarra acustica
- Ray Flacke - chitarra elettrica
- Vince Gill - chitarra elettrica, accompagnamento vocale-coro
- Waylon Jennings - chitarra elettrica
- Philip Donelly - chitarra elettrica slide
- Buddy Spicher - fiddle
- Shane Keister - tastiere
- John Jarvis - tastiere
- Steve Cash - armonica
- Gary Scruggs - armonica
- Bessyl Duhon - accordion
- Russ Kunkel - batteria
- Larrie Londin - batteria, percussioni
- Tom Roady - percussioni
- Dolly Parton - accompagnamento vocale-coro
- Linda Ronstadt - accompagnamento vocale-coro
- Gail Davies - accompagnamento vocale-coro
- Barbara Cowart - accompagnamento vocale-coro

Note aggiuntive
- Emmylou Harris e Paul Kennerley - produttori
- Registrazioni effettuate al Treasure Isle Studios di Nashville, Tennessee (Stati Uniti)
- Donivan Cowart - ingegnere delle registrazioni e del mixaggio
- Tom Harding - secondo ingegnere delle registrazioni
- Mixato al The Castle di Franklin, Tennessee (Stati Uniti)
- Keith Odle - secondo ingegnere del mixaggio
- Glenn Meadows - masterizzazione LP (al Masterfonics di Nashville)
- Simon Levy - art direction e design album
- Aaron Rapoport - fotografia
- Dianne O'Quinn Burke - illustrazioni album
- Ringraziamento speciale a: Hank DeVito e Emory Gordy, Jr.[12]

## Classifica
Album
| Anno | Classifica         | Posizione raggiunta |
| ---- | ------------------ | ------------------- |
| 1985 | Top Country Albums | 8                   |

Singoli
| Anno | Titolo del brano | Classifica        | Posizione raggiunta |
| ---- | ---------------- | ----------------- | ------------------- |
| 1985 | White Line       | Hot Country Songs | 14                  |
| 1985 | Rhythm Guitar    | Hot Country Songs | 44                  |
| 1985 | Timberline       | Hot Country Songs | 55                  |